# Gaston-Jean-Baptiste de Roquelaure
Gaston-Jean-Baptiste de Roquelaure (* wohl 1614; † 10./11. März 1683 in Paris) war Duc de Roquelaure und Pair de France, Marquis de Lavardens et de Biran, Seigneur de Puyguilhem, Comte de Gauré, de Pontgibaud et de Montfort, sowie Gouverneur von Guyenne.

## Leben
Gaston-Jean-Baptiste de Roquelaure war der älteste Sohn von Antoine de Roquelaure († 1625), Marschall von Frankreich, und Susanne de Bassabat. Er diente 1635 als Kavalleriekapitän in der Armee des französischen Königs Ludwig XIII. und nahm in den folgenden Jahren an zahlreichen Belagerungen und Schlachten teil. Am 6. Juli 1641 wurde er in der Schlacht von La Marfée verwundet und gefangen genommen.
Vom Amt des Maître de la Garde-Robe du Roi, das ihm danach verliehen wurde, trat er wieder zurück. Als Maréchal de camp nahm er im Französisch-Spanischen Krieg 1644 an der Belagerung von Gravelines, 1645 an der Eroberung von Bourbourg und Lillers, sowie 1646 an der Belagerung von Kortrijk teil; wenig später führte er seine Truppen in die Niederlande. Er wurde zum Lieutenant-général des Armées du Roi befördert und bei der Schlacht bei Bordeaux (1653) verwundet.
In Anerkennung seiner Verdienste erhob der König seine Lehen Roquelaure etc. zum Herzogtum und zur Pairie (Melun Juni 1652), 1661 nahm er ihn in den Orden vom Heiligen Geist auf. 1668 kämpfte er bei der Eroberung der Freigrafschaft Burgund, 1672 wieder in den Niederlanden und 1673 bei der Belagerung von Maastricht. 1676 wurde er zum Gouverneur von Guyenne ernannt. Als Gouverneur der Zwingburg Château du Hâ in Bordeaux trat er am 19. März 1676 zurück.
Maurice Rat führt ihn unter den Liebhabern der Kurtisane Catherine Henriette d’Angennes (1634–1714), Comtesse d’Olonne als Ehefrau von Louis de La Trémoille (1626–1686)

## Persönliches
1717 wurde in Köln das Buch Le Momus François, Ou Les Aventures Divertissantes Du Duc De Roquelaure: Suivant Les Mémoires Que L'auteur A Trouvés Dans Le Cabinet Du Maréchal D'h ...... mit Possen und unterhaltsamen Abenteuern des Herzogs von Roquelaure veröffentlicht, eine Zusammenstellung angeblicher Witze und Abenteuer, die ihm zu Recht oder zu Unrecht zugeschrieben wurden. Das Buch beginnt mit einem Porträt des Herzogs:
„Der Herzog hatte kleine schwarze Augen, Schweinsaugen, wie man so sagt; er hatte dicke und breite Augenbrauen; brauner Teint, das heißt dunkelhäutig; die flache und zerquetschte Nase zwischen seinen zwei Augen; so dass man große Schwierigkeiten gehabt hätte, sie zu erkennen, wenn nicht zwei große Nasenlöcher, die noch mit Tabak verschmiert waren, aufgefallen wären: am Ende kann man diesen Antipoden einer Nase nicht besser vergleichen als mit der eines gutaussehenden Bologneser Hundes, die zu all dem hinzugefügt wurde, was einen Gestank ausatmete, der den duftenden Tabak, mit dem er sich selbst parfümierte, an Kraft übertraf. Seine Gesicht war breit, sein Mund stark geschlitzt, seine Wangen waren geschwollen. Er war klein und seine Größe war einer Marionette sehr ähnlich; denn wenn er von den Absätzen seiner Schuhe befreit worden wäre, auf denen er wie auf Stelzen stand, sowie von einer großen Perücke, die ihm immer noch viel Vorteil verschaffte, wäre man erstaunt gewesen, nur einen Pygmäen zu sehen. Andererseits konnte er sich rühmen, so schöne Hände wie alle anderen in Frankreich zu haben; weil sie weiß, klein, weich und prall waren. Andererseits konnte er sich rühmen, so schöne Hände wie sonst niemand in Frankreich zu haben. Seine Stimmung war fröhlich; sein Geist satirisch, albern und spöttisch; seine Manieren höflich, schmeichlerisch, ungezwungen und nobel; seine Gestik lebhaft und leidenschaftlich. Er hatte schöne und schelmische Pointen, eine prompte Schlagfertigkeit, eine freie Sprache, war nicht auf den Mund gefallen; er hatte ein stürmisches Temperament, und er liebte Vergnügen sogar bis zur Ausschweifung und manchmal bis zum Übermaß; er war mutig wie ein Soldat und großzügig wie ein Fürst; glühend im Dienst an seinen Freunde, frei in der Rede und Gascogner; aber er war aus der Nachbarschaft der Garonne, das sagt alles. Sein dominantestes Laster war die Satire: er trieb sie manchmal so weit, dass sie in Verleumdung ausartete. Man kann schließlich sagen, dass er zwar viele gute Eigenschaften kannte, aber auch einige Fehler hatte.“

## Ehe und Familie
Gaston-Jean-Baptiste de Roquelaure heiratete am 17. September 1653 Charlotte-Marie de Daillon, die am 15. Dezember 1657 im Alter von 22 Jahren im Wochenbett starb; sie wurde im Kapuzinerkonvent Paris bestattet. Sie war die jüngere Tochter von Timoléon de Daillon, Comte du Lude, und Marie Feydeau. Ihre Kinder sind:
- Antoine-Gaston-Jean-Baptiste de Roquelaure (* 1656; † 6. Mai 1738), 1683 2. Duc de Roquelaure, Seigneur et Marquis de Biran, de Puyguilhelm et de Lavardens, Comte d’Astarac, de Montfort, de Pontgibault et de Gaure, Marschall von Frankreich, Ritter des Ordens vom Heiligen Geist; ⚭ (Ehevertrag 19. Mai 1683) Marie-Louise de Laval († 12. Mai 1735), Tochter von Guy-Urbain de Laval, Baron de la Plesse, dit le Marquis de Laval-Lezay, und Françoise de Sesmaisons
- Marie-Charlotte de Roquelaure (* Dezember 1657; † 22. Januar 1710), bestattet im Kapuzinerkonvent Paris; ⚭ 8. März 1674 Henri-François de Foix de Candale, Duc de Randan, dit de Foix, Pair de France, Ritter des Ordens vom Heiligen Geist, Sohn von Jean-Baptiste-Gaston de Foix, Comte du Fleix, und Marie-Claire de Bauffremont, Marquise de Sennecey

Gaston-Jean-Baptiste de Roquelaure, duc de Roquelaure, starb im Alter von 68 Jahren in der Nacht vom 10. auf den 11. März 1683 in Paris und wurde in der Église des Récollets bestattet.